# Mestský štadión Vojtecha Schotterta
Mestský štadión Vojtecha Schotterta – stadion sportowy w Topolczanach, na Słowacji. Obiekt może pomieścić 12 000 widzów. Swoje spotkania rozgrywają na nim piłkarze klubu MFK Topvar Topoľčany. 8 maja 2003 roku na stadionie rozegrano mecz finałowy piłkarskiego Pucharu Słowacji (Matador Púchov – Slovan Bratysława 2:1 pd.).